# Nie wiem
Nie wiem (polonès: No sé) és un documental del director polonès Krzysztof Kieślowski fet el 1977 i estrenat el 1981.

## Sinopsi
La pel·lícula tracta sobre la corrupció i l'explotació d'una empresa polonesa i explica la història del director d'una fàbrica d'acer a Silèsia.

## Context
En una entrevista a Danusia Stok, Kieślowski va dir: 
| « | La pel·lícula és la confessió d'un home que era director d'una empresa i alhora membre del partit. Però s'oposava a l'organització màfia dels membres del partit que eren actius a l'empresa o a la regió. I el van deixar en mal estat. | » |

 Aquesta és la raó principal per la qual l'home es va rendir sobtadament després d'una llarga preparació i una intensa preparació. rodant i no volia que la pel·lícula s'emetia malgrat l'anonimat total. Kieślowski va cedir a aquest desig i es va negar a estrenar la pel·lícula fins a la dècada de 1980, tot i que se li va demanar repetidament que ho fes.